# Rejent Milczek
Rejent Milczek – postać literacka występująca w komedii Aleksandra Fredry pt. Zemsta, antagonista Cześnika.
Właściciel połowy zamku w którym mieszka wraz z Cześnikiem. Wdowiec, samotnie wychowujący syna, Wacława. Skryty, opanowany, spokojny, małomówny, zawzięty i sprytny. Udaje pobożnego, poprzez częste powtarzanie kwestii:" Niech się dzieje wola Nieba, Z nią się zawsze zgadzać trzeba". Człowiek ten jest również przewrotny, okrutny i surowy. Nie liczy się ze zdaniem innych, oraz jest bardzo łasy na pieniądze. Szczupły, drobny, lekko się garbi, składa ręce na znak pokory.
Pierwowzorem postaci Rejenta był kasztelan połaniecki Jan Skotnicki.

## Rejent Milczek w filmie
W filmowej ekranizacji „Zemsty” z 2002 r. w reżyserii Andrzeja Wajdy, w rolę Rejenta wcielił się Andrzej Seweryn; wcześniej, w 1956, w „Zemście” w reżyserii Antoniego Bohdziewicza rolę tę zagrał Jacek Woszczerowicz.